# بوئینگ وای‌سی-۱۴
بوئینگ وای‌سی-۱۴ (به انگلیسی: Boeing YC-14) یک هواپیمای ساختِ بوئینگ در کشور ایالات متحده آمریکا است. نخستین استفاده‌کنندهٔ این هواپیما نیروی هوایی ایالات متحده آمریکا بوده‌است. این هواپیما در ۹ اوت ۱۹۷۶ میلادی نخستین پرواز خود را انجام داد.